# Parque nacional de Sultanpur
El Parque Nacional de Sultanpur está localizado en el estado de Haryana, en India. Tiene un área de 1.43 kilómetros cuadrados. Este parque de fauna ha sido desarrollado alrededor del lago Sultanpur. El área fue declarada como un santuario de aves en el año 1971 y consiguió la categoría de un parque nacional en el año 1989.  
Los desbordamientos del lago Sultanpur durante los monzones descubre una variedad de crustáceos, insectos y peces.
La mejor época para visitar el parque es durante los meses de invierno.

## Flora
La vegetación en el parque Sultanpur es sobre todo tropical y seca. El parque está lleno de árboles como dhok, ébano coromandel, "khair" (Capparis deciduas), jambul, ciruela india, acacia y el baniano o higuera de Bengala.

## Fauna

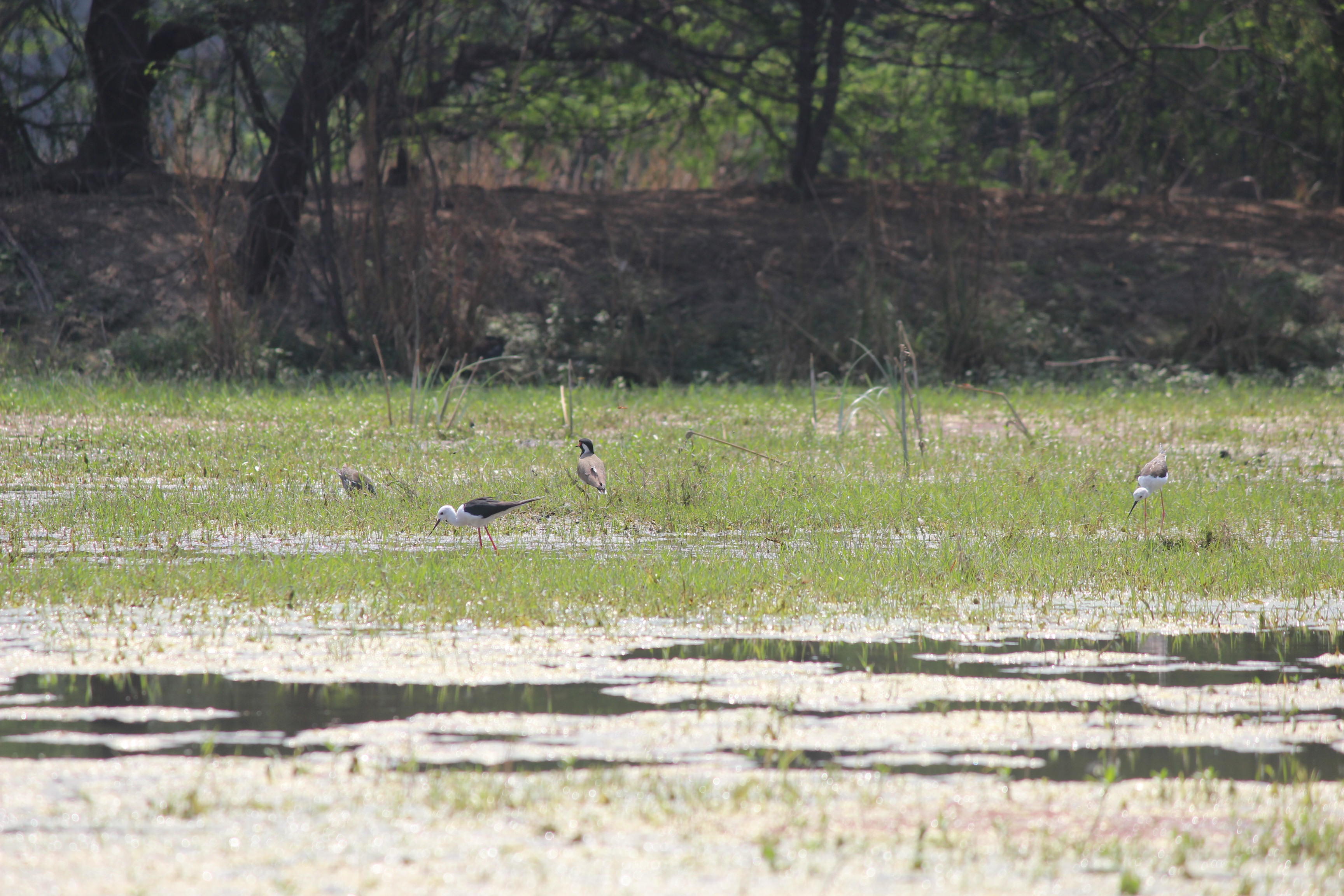
Santuario de aves.

Este parque sirve como un área protegida para muchas aves migratorias que lo hacen un lugar ideal para la ornitología o estudio de las aves.  La variedad exótica de aves  incluye gansos, las grullas siberianas que visitan el parque durante los inviernos, flamencos, pelícanos, ánades frisos, ánades reales, cercetas comunes, chorlitos, espátulas, cormoranes, y garzas.  
Entre otros animales mencionamos: antílope indio, nilgó, sambar, caracal, hiena rayada, ratel, leopardo, puercoespín, jabalí.

## Galería de imágenes

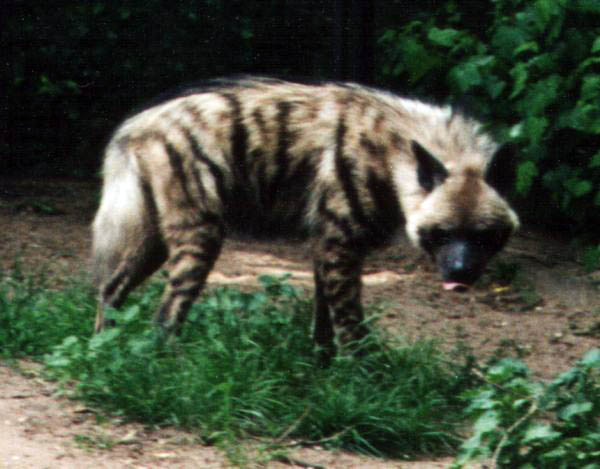
Hiena rayada
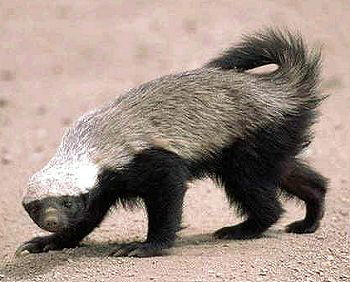
Ratel
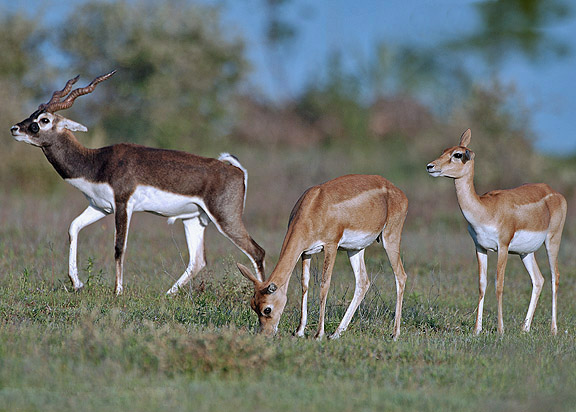
Antílope indio
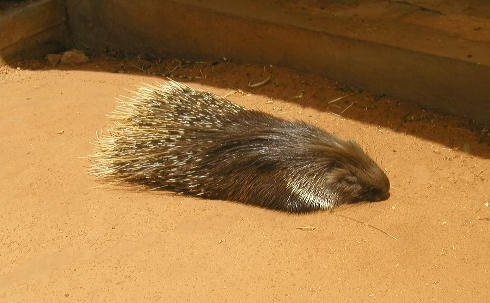
Puerco espín
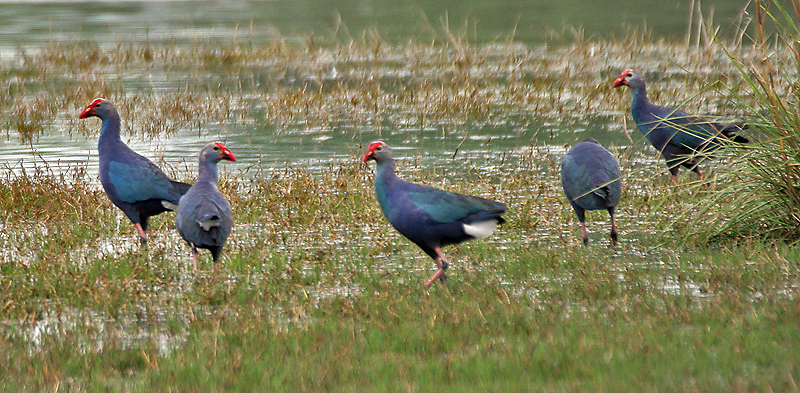
Calamones en Sultapur
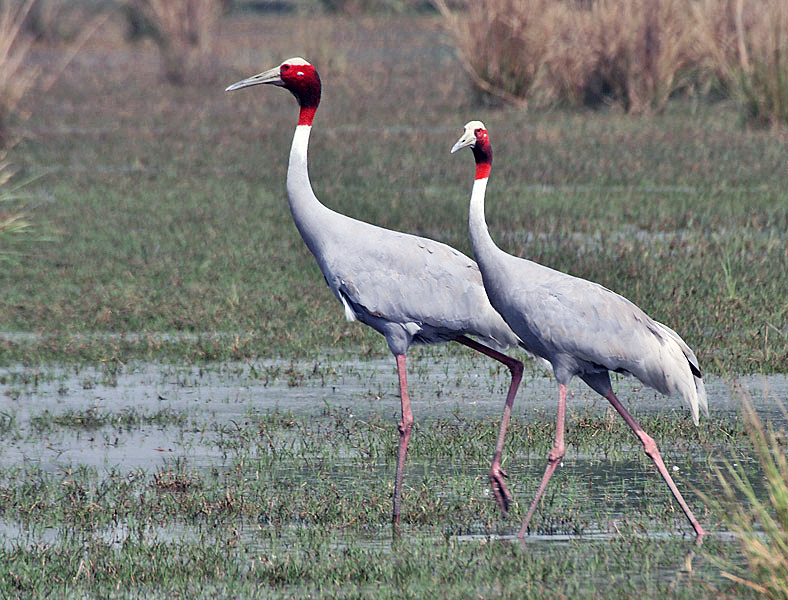
Grullas de cola blanca en Sultanpur
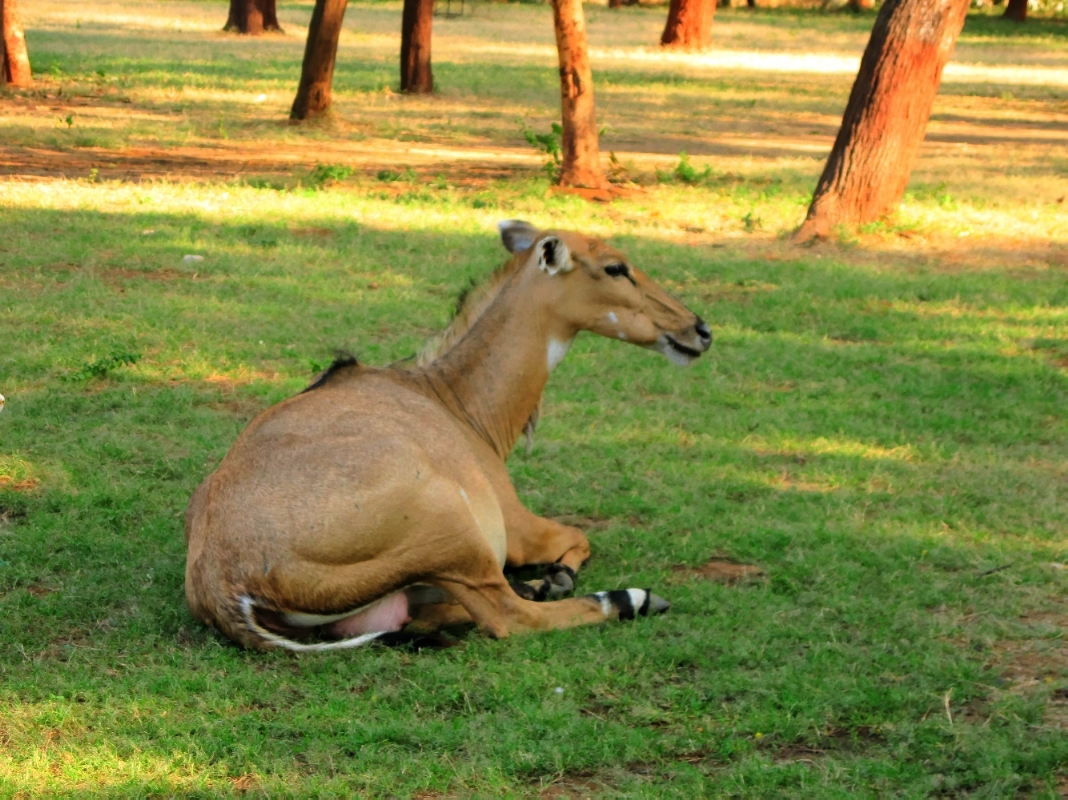
Nilgó

## Enlaces de interés
- Wildlife Institute of India

- Datos: Q2985097
- Multimedia: Sultanpur National Park / Q2985097